# Iowa megye (Wisconsin)
Iowa megye az Amerikai Egyesült Államokban, azon belül Wisconsin államban található. Megyeszékhelye és legnagyobb városa Dodgeville. Lakosainak száma 23 709 fő (2020. április 1.). Iowa megye Richland, Sauk, Dane, Green, Lafayette és Grant megyékkel határos.

## Népesség
A megye népességének változása:
| Lakosok száma | 23 658 | 23 788 | 23 755 | 23 749 | 23 813 | 23 709 |
|               | 2010   | 2011   | 2012   | 2013   | 2015   | 2020   |